# Кошенко Василь Пилипович
Василь Пилипович Кошенко (15 квітня 1942 — 5 липня 1980) — радянський військовик, учасник афганської війни. Посмертно нагороджений орденом Червоної зірки.

## Життєпис
Василь Кошенко народився 15 квітня 1942 року в селі Чернявка (на той час — Плисківського району Вінницької області).
Після закінчення школи навчався у ПТУ.
У лавах Радянської армії з 6 вересня 1962 року. Закінчив курси з підготовки молодших офіцерів при Васильківському військовому авіаційно-технічному училищі. Проходив військову службу у військовій частині 53977 у м. Броди.
У травні 1980 року прибув до Афганістану, служив у 292-му окремому вертолітному полку у званні капітана, на посаді борт-авіатехніка вертольота Мі-24В.
У складі екіпажу вертольота здійснив декілька бойових вильотів. Під час них діяв уміло та самовіддано.
5 липня 1980 року парі вертольотів під командуванням капітана Соколова О. Ф. було поставлене завдання виконати розвідку місцевості в районі майбутньої операції. Пролітаючи вздовж ущелини на висоті 700 м, за 300—400 м від схилу, пару вертольотів обстріляли. Вертоліт ведучого був вражений снарядом у хвостову балку, втратив керування, упав на землю й вибухнув заа 28 км на північ від Кабула. Екіпаж у складі командира Соколова О. Ф., льотчика-оператора лейтенанта Завершинського В. В. і борттехніка капітана Кошенка В. П. загинув. Ще два вертольоти отримали пошкодження при виконанні прикриття місця падіння.
Похоронений у м. Городня Чернігівської області.

## Нагороди
За мужність і відвагу Кошенко Василь Пилипович був нагороджений орденом Червоної Зірки (посмертно).

## Пам'ять
- Його ім'я викарбуване на Пам'ятному знаку воїнам-афганцям у місті Городня (2004)[2];
- Його ім'я викарбуване на пам'ятнику воїнам, які загинули під час війни в Афганістані у смт Оратів (2008)[3].